# 2000 Guinées
 (mai 2025).
Ne doit pas être confondu avec 2000 guinées irlandaises.
Groupe I
Les 2000 Guinées (en anglais 2000 Guineas Stakes) est une course hippique internationale de groupe I qui se déroule fin avril ou début mai à Newmarket, en Angleterre. La course a ses équivalents en Irlande (2000 guinées irlandaises) et en France (Poule d'Essai des Poulains).

## Caractéristiques et histoire
C'est une épreuve réservée aux meilleurs poulains et pouliches de 3 ans qui se court le premier samedi de mai sur une distance d'un mile, sur le célèbre Rowley mile. L'allocation s'élève à £ 500 000. C'est la première étape de la Triple Couronne anglaise. Elle est suivie par le Derby d'Epsom et le St. Leger Stakes. Premier classique de l'année, épreuve reine pour les 3 ans sur le mile, cette course compte à son palmarès certains des meilleurs chevaux de l'histoire, comme Nijinsky, Brigadier Gerard, Dancing Brave, Sea The Stars ou Frankel.
La première édition des 2000 Guinées s'est tenue en 1809, cinq ans avant la création de l'équivalent pour les pouliches, les 1000 Guinées. Ces deux épreuves tirent leur nom de la première allocation, 2000 guinées pour les mâles, 1000 pour les femelles, une guinée équivalant à 21 shillings, soit 1,05 livres sterling.

### Records
- Propriétaire :
  - Sue Magnier (écurie Coolmore ), 11 victoires : Entrepreneur (1997), King of Kings (1998), Rock of Gibraltar (2002), Footstepsinthesand (2005), George Washington (2006), Henrythenavigator (2008), Camelot (2012), Gleneagles (2015), Churchill (2017), Saxon Warrior (2018), Magna Grecia (2019)

- Entraîneur :
  - Aidan O'Brien, 10 victoires : King of Kings (1998), Rock of Gibraltar (2000), Footstepsinthesand (2005), George Washington (2006), Henrythenavigator (2008), Camelot (2012), Gleneagles (2015), Churchill (2017), Saxon Warrior (2018), Magna Grecia (2019)
- Jockey :
  - Jem Robinson, 9 victoires : Enamel (1825), Cadland (1828), Riddlesworth (1831), Clearwell (1833), Glencoe (1834), Ibrahim (1835), Bay Middleton (1836), Conyngham (1847), Flatcatcher (1848)
- Étalon :
  - 3 victoires ; Northern Dancer : Nijinsky (1970), Lomond (1983), El Gran Señor (1984) / Sadler's Wells : Entrepreneur (1997), King of Kings (1998), Refuse to Bend (2003) / Galileo : Frankel (2011), Gleneagles (2015), Churchill (2017) / Dubawi : Makfi (2010), Night of Thunder (2014), Coroebus (2022)

- Chrono : 
  - Kameko (2020), 1'34"72

## Palmarès
| Année | Vainqueur          | Pays        | Père              | Jockey             | Entraîneur          | Propriétaire                       | Deuxième           | Troisième        | Temps   |
| ----- | ------------------ | ----------- | ----------------- | ------------------ | ------------------- | ---------------------------------- | ------------------ | ---------------- | ------- |
| 2025  | Ruling Court       | Royaume-Uni | Justify           | William Buick      | Charlie Appleby     | Écurie Godolphin                   | Field of Gold      | Shadow of Light  | 1'37"28 |
| 2024  | Notable Speech     | Royaume-Uni | Dubawi            | William Buick      | Charlie Appleby     | Écurie Godolphin                   | Rosallion          | Haatem           | 1'37"21 |
| 2023  | Chaldean           | Royaume-Uni | Frankel           | Lanfranco Dettori  | Andrew Balding      | Juddmonte Farms                    | Hi Royal           | Royal Scotsman   | 1'41"64 |
| 2022  | Coroebus           | Royaume-Uni | Dubawi            | James Doyle        | Charlie Appleby     | Écurie Godolphin                   | Native Trail       | Luxembourg       | 1'36"27 |
| 2021  | Poetic Flare       | Irlande     | Dawn Approach     | Kevin Manning      | Jim Bolger          | Mrs. Jim Bolger                    | Master of The Seas | Lucky Vega       | 1'35"69 |
| 2020  | Kameko             | Royaume-Uni | Kitten's Joy      | Oisin Murphy       | Andrew Balding      | Qatar Racing Limited               | Wichita            | Pinatubo         | 1'34"72 |
| 2019  | Magna Grecia       | Irlande     | Invincible Spirit | Donnacha O'Brien   | Aidan O'Brien       | Coolmore (Tabor, Magnier & Smith)  | King of Change     | Skardu           | 1'36"84 |
| 2018  | Saxon Warrior      | Irlande     | Deep Impact       | Donnacha O'Brien   | Aidan O'Brien       | Coolmore (Tabor, Magnier & Smith)  | Tip Two Win        | Masar            | 1'36"55 |
| 2017  | Churchill          | Irlande     | Galileo           | Ryan Moore         | Aidan O'Brien       | Coolmore (Tabor, Magnier & Smith)  | Barney Roy         | Al Wukair        | 1'36"61 |
| 2016  | Galileo Gold       | Royaume-Uni | Paco Boy          | Lanfranco Dettori  | Hugo Palmer         | Al Shaqab Racing                   | Massaat            | Ribchester       | 1'35"91 |
| 2015  | Gleneagles         | Irlande     | Galileo           | Ryan Moore         | Aidan O'Brien       | Coolmore (Tabor, Magnier & Smith)  | Territories        | Ivawood          | 1'37"55 |
| 2014  | Night of Thunder   | Royaume-Uni | Dubawi            | Kieren Fallon      | Richard Hannon      | Saeed Mananah                      | Kingman            | Australia        | 1'36"61 |
| 2013  | Dawn Approach      | Irlande     | New Approach      | Kevin Manning      | Jim Bolger          | Écurie Godolphin                   | Glory Awaits       | Van Der Neer     | 1'35"84 |
| 2012  | Camelot            | Irlande     | Montjeu           | Joseph O'Brien     | Aidan O'Brien       | Coolmore (Tabor, Magnier & Smith)  | French Fifteen     | Hermival         | 1'42"46 |
| 2011  | Frankel            | Royaume-Uni | Galileo           | Tom Queally        | Henry Cecil         | Khalid Abdullah                    | Dubawi Gold        | Native Khan      | 1'37"30 |
| 2010  | Makfi              | France      | Dubawi            | Christophe Lemaire | Mikel Delzangles    | Mathieu Offenstadt                 | Dick Turpin        | Canford Cliffs   | 1'36"35 |
| 2009  | Sea The Stars      | Irlande     | Cape Cross        | Michael Kinane     | John Oxx            | Christopher Tsui                   | Delegator          | Gan Amhras       | 1'35"88 |
| 2008  | Henrythenavigator  | Irlande     | Kingmambo         | Johnny Murtagh     | Aidan O'Brien       | Sue Magnier                        | New Approach       | Stubbs Art       | 1'39"14 |
| 2007  | Cockney Rebel      | Royaume-Uni | Val Royal         | Olivier Peslier    | Geoff Huffer        | Phil Cunningham                    | Vital Equine       | Dutch Art        | 1'35"28 |
| 2006  | George Washington  | Irlande     | Danehill          | Kieren Fallon      | Aidan O'Brien       | Coolmore (Tabor, Magnier & Smith)  | Sir Percy          | Olympian Odyssey | 1'36"86 |
| 2005  | Footstepsinthesand | Irlande     | Giant's Causeway  | Kieren Fallon      | Aidan O'Brien       | Coolmore (Tabor & Magnier)         | Rebel Rebel        | Kandidate        | 1'36"10 |
| 2004  | Haafhd             | Royaume-Uni | Alhaarth          | Richard Hills      | Barry Hills         | Hamdan Al Maktoum                  | Snow Ridge         | Azamour          | 1'36"74 |
| 2003  | Refuse to Bend     | Irlande     | Sadler's Wells    | Pat Smullen        | Dermot Weld         | Moyglare Stud Farm                 | Zafeen             | Norse Dancer     | 1'37"98 |
| 2002  | Rock of Gibraltar  | Irlande     | Danehill          | Johnny Murtagh     | Aidan O'Brien       | Alex Ferguson & Coolmore (Magnier) | Hawk Wing          | Redback          | 1'36"50 |
| 2001  | Golan              | Royaume-Uni | Spectrum          | Kieren Fallon      | Sir Michael Stoute  | Lord Weinstock                     | Tamburlaine        | Frenchmans Bay   | 1'37"48 |
| 2000  | King's Best        | Royaume-Uni | Kingmambo         | Kieren Fallon      | Sir Michael Stoute  | Saeed Suhail                       | Giant's Causeway   | Barathea Guest   | 1'37"77 |
| 1999  | Island Sands       | Royaume-Uni | Turtle Island     | Lanfranco Dettori  | Saeed bin Suroor    | Écurie Godolphin                   | Enrique            | Mujahid          | 1'37"14 |
| 1998  | King of Kings      | Irlande     | Sadler's Wells    | Michael Kinane     | Aidan O'Brien       | Coolmore (Tabor & Magnier)         | Lend a Hand        | Border Arrow     | 1'39"25 |
| 1997  | Entrepreneur       | Royaume-Uni | Sadler's Wells    | Michael Kinane     | Sir Michael Stoute  | Coolmore (Tabor & Magnier)         | Revoque            | Poteen           | 1'35"64 |
| 1996  | Mark of Esteem     | Royaume-Uni | Darshaan          | Lanfranco Dettori  | Saeed bin Suroor    | Écurie Godolphin                   | Even Top           | Bijou d'Inde     | 1'37"59 |
| 1995  | Pennekamp          | France      | Bering            | Thierry Jarnet     | André Fabre         | Écurie Cheikh Mohammed             | Celtic Swing       | Bahri            | 1'35"16 |
| 1994  | Mister Baileys     | Royaume-Uni | Robellino         | Jason Weaver       | Mark Johnston       | GR Bailey Limited                  | Grand Lodge        | Colonel Collins  | 1'35"08 |
| 1993  | Zafonic            | France      | Gone West         | Pat Eddery         | André Fabre         | Khalid Abdullah                    | Barathea           | Bin Ajwaad       | 1'35"32 |
| 1992  | Rodrigo de Triano  | Royaume-Uni | El Gran Señor     | Lester Piggott     | Peter Chapple-Hyam  | Écurie Robert Sangster             | Lucky Lindy        | Pursuit of Love  | 1'38"37 |
| 1991  | Mystiko            | Royaume-Uni | Secreto           | Michael Roberts    | Clive Brittain      | Lady Beaverbrook                   | Lycius             | Ganges           | 1'37"83 |
| 1990  | Tirol              | Royaume-Uni | Thatching         | Michael Kinane     | Richard Hannon      | John Horgan                        | Machiavellian      | Anshan           | 1'35"84 |
| 1989  | Nashwan            | Royaume-Uni | Blushing Groom    | Willie Carson      | Dick Hern           | Hamdan Al Maktoum                  | Exbourne           | Danehill         | 1'36"44 |
| 1988  | Doyoun             | Royaume-Uni | Mill Reef         | Walter Swinburn    | Sir Michael Stoute  | Écurie Aga Khan                    | Charmer            | Bellefella       | 1'41"73 |
| 1987  | Don't Forget Me    | Royaume-Uni | Ahonoora          | Willie Carson      | Richard Hannon      | James Horgan                       | Bellotto           | Midyan           | 1'36"74 |
| 1986  | Dancing Brave      | Royaume-Uni | Lyphard           | Greville Starkey   | Guy Harwood         | Khalid Abdullah                    | Green Desert       | Huntingdale      | 1'40"00 |
| 1985  | Shadeed            | Royaume-Uni | Nijinsky          | Lester Piggott     | Sir Michael Stoute  | Maktoum Al Maktoum                 | Bairn              | Supreme Leader   | 1'37"41 |
| 1984  | El Gran Señor      | Irlande     | Northern Dancer   | Pat Eddery         | Vincent O'Brien     | Écurie Robert Sangster             | Chief Singer       | Lear Fan         | 1'37"41 |
| 1983  | Lomond             | Irlande     | Northern Dancer   | Pat Eddery         | Vincent O'Brien     | Écurie Robert Sangster             | Tolomeo            | Muscatite        | 1'43"87 |
| 1982  | Zino               | France      | Welsh Pageant     | Freddy Head        | François Boutin     | G. Oldham                          | Wind and Wuthering | Tender King      | 1'37"13 |
| 1981  | To-Agori-Mou       | Royaume-Uni | Tudor Music       | Greville Starkey   | Guy Harwood         | A. Muinos                          | Mattaboy           | Bel Bolide       | 1'41"43 |
| 1980  | Known Fact         | Royaume-Uni | In Reality        | Willie Carson      | Jeremy Tree         | Khalid Abdullah                    | Posse              | Night Alert      | 1'40"46 |
| 1979  | Tap on Wood        | Royaume-Uni | Sallust           | Steve Cauthen      | Barry Hills         | A. Shead                           | Kris               | Young Generation | 1'43"60 |
| 1978  | Roland Gardens     | Royaume-Uni | Derring-Do        | F. Durr            | D. Sasse            | J. Hayter                          | Remainder Man      | Weth Nan         | 1'47"33 |
| 1977  | Nebbiolo           | Irlande     | Yellow God        | G. Curran          | Kevin Prendergast   | N. Schibbye                        | Tachypous          | The Minstrel     | 1'38"54 |
| 1976  | Wollow             | Royaume-Uni | Wolver Hollow     | Gianfranco Dettori | Henry Cecil         | C. d'Alessio                       | Vitiges            | Thieving Demon   | 1'38"09 |
| 1975  | Bolkonski          | Royaume-Uni | Balidar           | Gianfranco Dettori | Henry Cecil         | C. d'Alessio                       | Grundy             | Dominion         | 1'39"49 |
| 1974  | Nonoalco           | France      | Nearctic          | Yves Saint-Martin  | François Boutin     | M. Berger                          | Giacometti         | Apalachee        | 1'39"58 |
| 1973  | Mon Fils           | Royaume-Uni | Sheshoon          | F. Durr            | Richard Hannon      | B. Davis                           | Noble Decree       | Sharp Edge       | 1'42"97 |
| 1972  | High Top           | Royaume-Uni | Derring-Do        | Willie Carson      | B. Cutsem           | Sir J. Thorn                       | Roberto            | Sun Prince       | 1'40"82 |
| 1971  | Brigadier Gerard   | Royaume-Uni | Queen's Hussar    | Joe Mercer         | Dick Hern           | John Hisl                          | Mill Reef          | My Swallow       | 1'39"20 |
| 1970  | Nijinsky           | Irlande     | Northern Dancer   | Lester Piggott     | Vincent O'Brien     | Raymond Guest                      | Yellow God         | Roi Soleil       | 1'41"54 |
| 1969  | Right Tack         | Royaume-Uni | Hard Track        | Geoff Lewis        | J. Sutcliffe        | J. R. Brown                        | Tower Walk         | Welsh Pageant    | 1'41"65 |
| 1968  | Sir Ivor           | Irlande     | Sir Gaylord       | Lester Piggott     | Vincent O'Brien     | Raymond Guest                      | Petingo            | Jimmy Reppin     | 1'39"26 |
| 1967  | Royal Palace       | Royaume-Uni | Ballymoss         | George Moore       | Noel Murless        | Jim Joel                           | Taj Dewan          | Missile          | 1'39"37 |
| 1966  | Kashmir II         | France      | Tudor Melody      | J. Lindley         | C. Bartholomew      | P. Butler                          | Great Nephew       | Celtic Song      | 1'40"68 |
| 1965  | Niksar             | Royaume-Uni | Le Haar           | D. Keith           | W. Nightingall      | W. Harvey                          | Silly Reason       | Present          | 1'43"31 |
| 1964  | Baldric II         | France      | Round Table       | W. Pyers           | E. Fellows          | H. Jackson                         | Fabergé            | Balustrade       | 1'38"44 |
| 1963  | Only For Life      | Royaume-Uni | Chanteur          | J. Lindley         | J. Tree             | M. Sherrife                        | Ionian             | Corpora          | 1'45"00 |
| 1962  | Privy Councillor   | Royaume-Uni | Counsel           | W. Rickaby         | T. Waugh            | G. Glover                          | Romulus            | Prince Poppa     | 1'38"74 |
| 1961  | Rockavon           | Royaume-Uni | Rockefella        | N Stirk            | G. Boyd             | T. C. Yuill                        | Prince Tudor       | Time Greine      | 1'39"46 |
| 1960  | Martial            | Irlande     | Hill Gail         | R. Hutchinson      | P. Prendergast      | R. N. Webster                      | Venture            | Auroy            | 1'38"33 |
| 1959  | Taboun             | France      | Tabriz            | George Moore       | Alec Head           | Prince Ali Khan                    | Masham             | Carnouste        | 1'42"42 |
| 1958  | Pall Mall          | Royaume-Uni | Palestine         | Douglas Smith      | Cecil Boyd-Rochfort | Elisabeth II                       | Major Portion      | Nagam            | 1'39"43 |
| 1957  | Crepello           | Royaume-Uni | Donatello         | Lester Piggott     | Noel Murless        | Sir Victor Sassoon                 | Quorum             | Pipe of Peace    | 1'38"24 |
| 1956  | Gilles de Retz     | Royaume-Uni | Royal Charger     | F. Barlow          | Mrs H Houghton      | A Samuel                           | Chantelsey         | Buisson Ardent   | 1'38"76 |
| 1955  | Our Babu           | Royaume-Uni | My Babu           | D. Smith           | G. Brooke           | D. Robinson                        | Tamerlane          | Klairon          | 1'38"83 |
| 1954  | Darius             | Royaume-Uni | Dante             | E. Mercer          | Harry Wragg         | Sir Percy Loraine                  | Ferriol            | Poona            | 1'39"45 |
| 1953  | Nearula            | Royaume-Uni | Nasrullah         | E. Britt           | Charles Elsey       | W. Humble                          | Bebe Grande        | Oleandrin        | 1'38"26 |
| 1952  | Thunderhead II     | France      | Merry Boy         | Roger Poincelet    | Étienne Pollet      | E. Constant                        | King's Bench       | Argur            | 1'42"48 |

### Vainqueurs précédents
(+++ Vainqueur de la Triple Couronne)
- 1809  --  Wizard
- 1810  -- Hephestion
- 1811  -- Trophonius
- 1812  -- Cwrw
- 1813  -- Smolensko
- 1814  -- Olive
- 1815  -- Tigris
- 1816  -- Nectar
- 1817  -- Manfred
- 1818  -- Interpreter
- 1819  -- Antar
- 1820  -- Pindarrie
- 1821  -- Reginald
- 1822  -- Pastille
- 1823  -- Nicolo
- 1824  -- Schahriar
- 1825  -- Enamel
- 1826  -- Dervise
- 1827  -- Turcoman
- 1828  -- Cadland
- 1829  -- Patron
- 1830  -- Augustus
- 1831  -- Riddlesworth
- 1832  -- Archibald
- 1833  -- Clearwell
- 1834  -- Glencoe
- 1835  -- Ibrahim
- 1836  -- Bay Middleton
- 1837  -- Achmet
- 1838  -- Grey Momus
- 1839  -- The Corsair
- 1840  -- Crucifix
- 1841  -- Ralph
- 1842  -- Meteor
- 1843  -- Cotherstone
- 1844  -- The Ugly Buck
- 1845  -- Idas
- 1846  -- Sir Tatton Sykes
- 1847  -- Conyngham
- 1848  -- Flatcatcher
- 1849  -- Nunnykirk
- 1850  -- Pitsford
- 1851  -- Hernandez
- 1852  -- Stockwell
- 1853  -- West Australian +++
- 1854  -- The Hermit
- 1855  -- Lord of the Isles
- 1856  -- Fazzoletto
- 1857  -- Vedette
- 1858  -- Fitzroland
- 1859  -- The Promised Land
- 1860  -- The Wizard
- 1861  -- Diophantus
- 1862  -- The Marquis
- 1863  -- Macaroni
- 1864  -- General Peel
- 1865  -- Gladiateur +++
- 1866  -- Lord Lyon +++
- 1867  -- Vauban
- 1868  -- Moslem ex-aqueo avec Formosa
- 1869  -- Pretender
- 1870  -- MacGregor
- 1871  -- Bothwell
- 1872  -- Prince Charlie
- 1873  -- Gang Forward
- 1874  -- Atlantic
- 1875  -- Camballo
- 1876  -- Petrarch
- 1877  -- Chamant
- 1878  -- Pilgrimage
- 1879  -- Charibert
- 1880  -- Petronel
- 1881  -- Peregrine
- 1882  -- Shotover
- 1883  -- Galliard
- 1884  -- Scot-Free
- 1885  -- Paradox
- 1886  -- Ormonde +++
- 1887  -- Enterprise
- 1888  -- Ayrshire
- 1889  -- Enthusiast
- 1890  -- Surefoot
- 1891  -- Common +++
- 1892  -- Bona Vista
- 1893  -- Isinglass +++
- 1894  -- Ladas
- 1895  -- Kirkonnel
- 1896  -- St. Frusquin
- 1897  -- Galtee More +++
- 1898  -- Disraeli
- 1899  -- Flying Fox +++
- 1900  -- Diamond Jubilee +++
- 1901  -- Handicapper
- 1902  -- Sceptre
- 1903  -- Rock Sand +++
- 1904  -- St. Amant
- 1905  -- Vedas
- 1906  -- Gorgos
- 1907  -- Sliee Gallion
- 1908  -- Norman
- 1909  -- Minoru
- 1910  -- Neil Gow
- 1911  -- Sunstar
- 1912  -- Sweeper
- 1913  -- Louvois
- 1914  -- Kennymore
- 1915  -- Pommern +++
- 1916  -- Clarissimus
- 1917  -- Gay Crusader +++
- 1918  -- Gainsborough +++
- 1919  -- The Panther
- 1920  -- Tetratema
- 1921  -- Craig an Eran
- 1922  -- St. Louis
- 1923  -- Ellangowan
- 1924  -- Diophon
- 1925  -- Manna
- 1926  -- Colorado
- 1927  -- Adam's Apple
- 1928  -- Flamingo
- 1929  -- Mr. Jinks
- 1930  -- Diolite
- 1931  -- Cameronian
- 1932  -- Orwell
- 1933  -- Rodosto
- 1934  -- Colombo
- 1935  -- Bahram +++
- 1936  -- Pay Up
- 1937  -- Le Ksar
- 1938  -- Pasch
- 1939  -- Blue Peter
- 1940  -- Djebel
- 1941  -- Lambert Simnel
- 1942  -- Big Game
- 1943  -- Kingsway
- 1944  -- Garden Path
- 1945  -- Court Martial
- 1946  -- Happy Knight
- 1947  -- Tudor Minstrel
- 1948  -- My Babu
- 1949  -- Nimbus
- 1950  -- Palestine
- 1951  -- Ki Ming